# Pavlovo (město)
Pavlovo (rusky Павлово) je město v Nižněnovgorodské oblasti v Ruské federaci. Při sčítání lidu v roce 2010 mělo přes šedesát tisíc obyvatel.

## Poloha
Pavlovo leží na pravém, jihovýchodním břehu Oky, přítoku Volhy. Od Nižního Novgorodu, správního střediska oblasti, je vzdáleno přibližně osmdesát kilometrů jihozápadně.

## Dějiny
První písemná zmínka o Pavlovu je z dopisu Ivana Hrozného datovaného k 5. dubnu 1566. 

### Rodáci
- Alexej Jevgrafovič Favorskij (1860–1945), chemik

## Hospodářství
V Pavlovu sídlí Pavlovský autobusový závod vyrábějící autobusy.